# St. Rosa (Minnesota)
St. Rosa es una ciudad ubicada en el condado de Stearns en el estado estadounidense de Minnesota. En el Censo de 2010 tenía una población de 68 habitantes y una densidad poblacional de 67,67 personas por km².

## Geografía
St. Rosa se encuentra ubicada en las coordenadas 45°43′36″N 94°42′49″O / 45.72667, -94.71361. Según la Oficina del Censo de los Estados Unidos, St. Rosa tiene una superficie total de 1 km², de la cual 0.99 km² corresponden a tierra firme y (1.55%) 0.02 km² es agua.

## Demografía
Según el censo de 2010, había 68 personas residiendo en St. Rosa. La densidad de población era de 67,67 hab./km². De los 68 habitantes, St. Rosa estaba compuesto por el 100% blancos, el 0% eran afroamericanos, el 0% eran amerindios, el 0% eran asiáticos, el 0% eran isleños del Pacífico, el 0% eran de otras razas y el 0% pertenecían a dos o más razas. Del total de la población el 0% eran hispanos o latinos de cualquier raza.